# Dispositif pour carrière longue
Le dispositif pour carrière longue est un dispositif qui permet aux assurés ayant commencé à travailler tôt de partir à la retraite avant l'âge légal, sous certaines conditions. Introduit en France en 2003, ce mécanisme a été ajusté à plusieurs reprises pour répondre aux évolutions du système de retraite et aux besoins des assurés.

## Dispositif en France

### Historique

#### Origines du dispositif
La Loi du 21 août 2003 portant réforme des retraites, en son article 23, a introduit une possibilité de départ anticipé pour carrière longue. A compter du 1er janvier 2004, ce dispositif s’appliquait pour les salariés du secteur privé.

#### Période de restriction
Ce dispositif se voit restreint par la loi de financement de la Sécurité sociale en 2009.

Puis, la réforme des retraites de 2010 restreint à nouveau son application. Le décret n° 2010-1734 du 30 décembre 2010 d'application de la loi introduit d'une part, un nouvel âge de départ en retraite anticipée à 60 ans pour les assurés nés à compter du 1er juillet 1951 et qui ont commencé leur activité professionnelle avant 18 ans et d'autre part, il augmente progressivement l'âge d'accès à cette retraite anticipée.

#### Période d'assouplissement
En 2012, le  Décret n° 2012-847 du 2 juillet 2012 élargi l'accès à ce dispositif en permettant aux assurés ayant commencé à travailler entre 18 et 19 ans de partir à la retraite dès 60 ans, sous réserve de remplir certaines conditions et inclus dans les trimestres requis pour une retraite anticipée certaines périodes auparavant exclues (Les trimestres de congé maternité, les périodes d'indemnisation pour accident du travail ou maladie professionnelle et le service militaire) avec une part minimale de cette durée qui doit correspondre à des trimestres effectivement cotisés.

Puis avec la Loi n° 2014-40 du 20 janvier 2014 sur la réforme des retraites de 2014, qui inclut davantage de périodes assimilées (tous les trimestres de congés maternité, les périodes de service militaire de chômage indemnisé ou encore d'arrêt maladie sont mieux reconnues.

#### Durcissement des conditions d'accès au dispositif
La réforme des retraites de 2023 apportent de nouvelles modifications.
Elle rehausse l'âge de départ anticipé à la retraite à 58 ans, 60 ans, 62 ans ou 63 ans selon l’âge de début d’activité. Elle durcit les conditions de début d’activité et les conditions de durée cotisée.

### Position syndicale
Le dispositif pour carrière longue figure dans le relevé de décisions du 15 mai 2003 obtenu par la CFDT au cours des réunions tenues avec les partenaires sociaux au ministère des Affaires sociales, du travail et de la solidarité, François Fillon et Jean-Paul Delevoye, auprès du Premier ministre Jean-Pierre Raffarin. Instauré ensuite par la loi du 21 août 2003 portant réforme des retraites, il permet de partir en retraite avant 60 ans, pour les assurés ayant commencé à travailler jeune. Contrairement au relevé de décision qui prévoit 42 années validées, le décret pose comme condition d'avoir cotisé  deux ans de plus que la durée de cotisation  nécessaire pour une retraite à taux plein. Ainsi, l'allongement progressif de la durée de cotisation de 40 ans à 41 ans et 1/2 entre 2008 et 2020 s'accompagne également, dans la réforme 2010 des retraites, de l'allongement progressif de la durée de cotisation nécessaire pour bénéficier de ce dispositif de carrières longues (soit 43 ans et 1/2).
Un salarié ayant commencé à travailler avant 16 ans en 1970, et qui aura cotisé 43 ans et demi en 2013 pourra par exemple partir à l'âge de 59 ans. Pour être plus précis, le Code de la sécurité sociale indique qu'il faut avoir obtenu 5 trimestres l'année de ses 16 ans, sauf si on est né au dernier trimestre où il en faut 4 l'année de ses 16 ans.
Depuis la circulaire du 23 janvier 2008, certaines modalités ont cependant été modifiées. Les générations les plus concernées sont celles du baby boom, nées entre 1945 et 1949, mais les hommes représentent à eux seuls près de 85 % des bénéficiaires, car beaucoup de femmes n'avaient pas cotisé 43 ans et demi, même celles qui ont commencé à travailler à 14 ans.
Ce dispositif avait été obtenu par la CFDT avec le premier ministre, alors que le syndicat était jusque-là en désaccord avec le projet présenté par Fillon. L'âge de fin de la scolarité obligatoire ayant été porté de 14 ans à 16 ans par l’ordonnance du 6 janvier 1959, signée par le président de la République Charles de Gaulle, le nombre de bénéficiaires, important sur la période 2004-2008, est appelé à diminuer. Une personne née après 1948 voyait ses chances d'être scolarisée jusqu'à 16 ans augmenter fortement, d'autant plus que l'ordonnance du 6 janvier 1959 prévoyait une sanction en cas de non-respect, sous forme de retrait des allocations familiales et que la forte croissance des années 1960 a diminué le recours à l'apprentissage, les entreprises n'hésitant plus à embaucher directement quelqu'un pour le former sur le tas.
Les débats autour de la loi de la réforme de 2010 ont montré que le gouvernement a dû tenir compte de l'impact de la qualification de réforme injuste par les organisations syndicales. Il a donc maintenu le dispositif de carrières longues et l'a élargi à ceux ayant commencé à travailler à 17 ans. Ces derniers pourront partir à 60 ans s'ils réunissent les trimestres nécessaires (décret 2010-1734).
Le gouvernement avait pointé le coût de ce dispositif, un coût total de l’ordre de 2,15 milliards pour la seule année 2007, dans une évaluation effectuée en 2008. Selon le ministère du Travail, ce dispositif a rencontré un réel succès, car il a représenté chaque année environ 100 000 départs anticipés, sur 700 000 départs à la retraite par an. Le seuil de 500 000 bénéficiaires "est sur le point d’être franchi", annonçait fin 2008 le ministère.
La réforme des retraites en 2010, qui souhaite tenir compte de l'allongement de l'espérance de vie, prévoit un recul de l'âge d'accès au dispositif carrière longue progressif. Soit pour ceux nés en 1960 :
- 58 ans pour les assurés qui ont commencé leur activité professionnelle avant 16 ans ;
- 60 ans pour ceux qui ont commencé leur activité professionnelle avant 18 ans (décret 2010-1734 du 30 décembre 2010).

Les personnes ayant commencé à 18 ans sont exclues de ce dispositif.
Loi n° 2023-270 du 14 avril 2023 : Mise à jour des paramètres pour les carrières longues.

### Modalités
Pour bénéficier du dispositif des carrières longues, il faut remplir les critères suivants :
- Avoir commencé à travailler avant un âge donné (16, 18 ou 20 ans, selon les périodes de réforme)[5].
- Avoir cumulé un nombre de trimestres cotisés égal à la durée nécessaire pour une retraite à taux plein. Seuls certains types de trimestres sont pris en compte (cotisés ou assimilés, sous conditions).

### Avantages du dispositif
Le dispositif des carrières longues offre plusieurs avantages :
Il permet un départ anticipé, soit partir dès 58, 60 ou 62 ans selon l'âge de début de carrière et la durée de cotisation.
Le calcul de la pension reste basé sur les mêmes principes que pour les autres assurés.
Enfin, les assurés peuvent choisir de poursuivre leur activité pour améliorer leur pension.

### Limites et critiques du dispositif
Il peut être perçu comme complexe administrativement : les conditions d’éligibilité sont parfois difficiles à comprendre pour les travailleurs, par exemple la distinction entre trimestres « cotisés » et « validés » peut prêter à confusion. Le recours à des justificatifs pour les trimestres validés (service militaire, chômage, maladie) ajoute une lourdeur administrative.

Il y a un déséquilibre perçu entre secteurs d’activité : les travailleurs des secteurs publics et privés n’ont pas les mêmes règles d’éligibilité, ce qui engendre des disparités perçues comme injustes.

Ce dispositif a un Impact financier sur le système de retraite : l'argument 1 est que le départ anticipé réduit la période de contribution au système de retraite et peut potentiellement prolonger la période de perception des pensions. Hors les personnes qui commencent leur carrière professionnelle tôt sont souvent issues de milieux modestes et entrent dans des secteurs à forte pénibilité, comme le bâtiment, l'industrie, ou l'agriculture. Ces métiers sont associés à des conditions de travail éprouvantes, qui peuvent avoir des répercussions sur la santé et, par extension, sur l’espérance de vie. L'argument 2 est que les trimestres cotisés tôt dans la carrière rapportent moins au système qu'une contribution prolongée jusqu'à 62 ans ou plus, dans une vision instantanée.

### Quantification
En 2022,135 272 retraites anticipées l'ont été pour longue carrière sur 947 232 attributions de retraites.

En 2023, 110 324 retraites anticipées l'ont été pour longue carrière sur 919 377 attributions de retraites.

## Dispositifs similaires à l’international
Le dispositif pour carrière longue existe également dans d’autres pays, bien que les modalités diffèrent.

### En Belgique
En Belgique, les départs anticipés pour carrière longue sont possibles. Les travailleurs ayant une longue carrière peuvent partir à la retraite avant l'âge légal sous certaines conditions (60 ans si 44 ans de carrière ou 61 ans si 43 ans de carrière).

### En Italie
L'Italie a mis en place des réformes visant à ajuster l'âge de la retraite en fonction de l'espérance de vie. Des dispositifs permettent des départs anticipés pour les travailleurs ayant débuté leur carrière avant l’âge de la majorité et après 41 ans et 5 mois de cotisation .

### Au Luxembourg
Au Luxembourg, l’âge "légal" est 65 ans mais on peut prendre une retraite anticipée à 57 ans dès lors qu'on a cotisé pendant 40 ans.